# ピアノソナタ第32番 (ベートーヴェン)

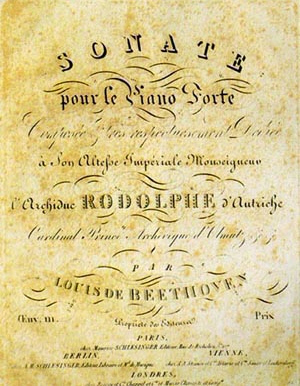
ソナタ作品111初版表紙

ピアノソナタ第32番（ピアノソナタだいさんじゅうにばん）ハ短調 作品111は、ルートヴィヒ・ヴァン・ベートーヴェンが1822年に完成した、作曲者最後のピアノソナタ。

## 概要
ベートーヴェン最後のピアノソナタの作曲は、第30番作品109、第31番 作品110と並行する形で進められた。1819年頃にはスケッチに着手しており、1820年9月20日の書簡ではこの曲の作曲を進めている最中であることが報告されている。その後、浄書開始の日付として譜面に1822年1月13日の日付が書き入れられており、この直後に全曲の完成に至ったと思われる。当時のベートーヴェンは『ミサ・ソレムニス』や交響曲第9番などの大作にも取り組んでおり、これら晩年の作品群は同時に生み出されていったことになる。
この曲の完成をもってベートーヴェンは初期より続けてきたピアノソナタ作曲の筆を折る。この曲の後のピアノ作品には『ディアベリ変奏曲』などが続くものの、ピアノソナタが書かれることはついになかった。1822年6月5日付の書簡では次なるピアノソナタが近いうちに出来上がる旨、楽譜出版社のペータースに伝えているが、該当する作品の存在は草稿としても確認されていない。
楽譜は1822年にシュレジンガーから出版された。楽譜の表紙にはルドルフ大公への献辞が掲げられているが、もともとはベートーヴェンと関わりの深かったブレンターノ家のアントニー（1780年-1860年）に贈られる予定だった。しかし、献呈先をどちらとするか両者の間で二転三転した結果、最終的にルドルフ大公へと捧げられることになった。なお、アントニーはピアノソナタ第31番の献呈先としても名前が挙がっていたものの結局同曲は無献辞で出版されており、ようやく『ディアベリ変奏曲』に至って作品の献呈を受けることになる。
他の後期ピアノソナタと同様、この作品もフーガ的要素を含み、非常に高い演奏技術をピアノ奏者に要求する。
また、この曲はベートーヴェンの全ピアノソナタのうち唯一強弱記号としてメゾピアノを使用している曲である。

## 演奏時間
第1楽章が約9分、第2楽章が約15分である。

## 楽曲構成
曲はアレグロで対位法的書法を駆使した情熱的なハ短調のソナタ形式と、アダージョで美しいハ長調の変奏曲という、ベートーヴェンが後期ピアノソナタにおいて体現してきたすべての要素を凝縮したかのような対照的な2楽章からなる。

### 第1楽章

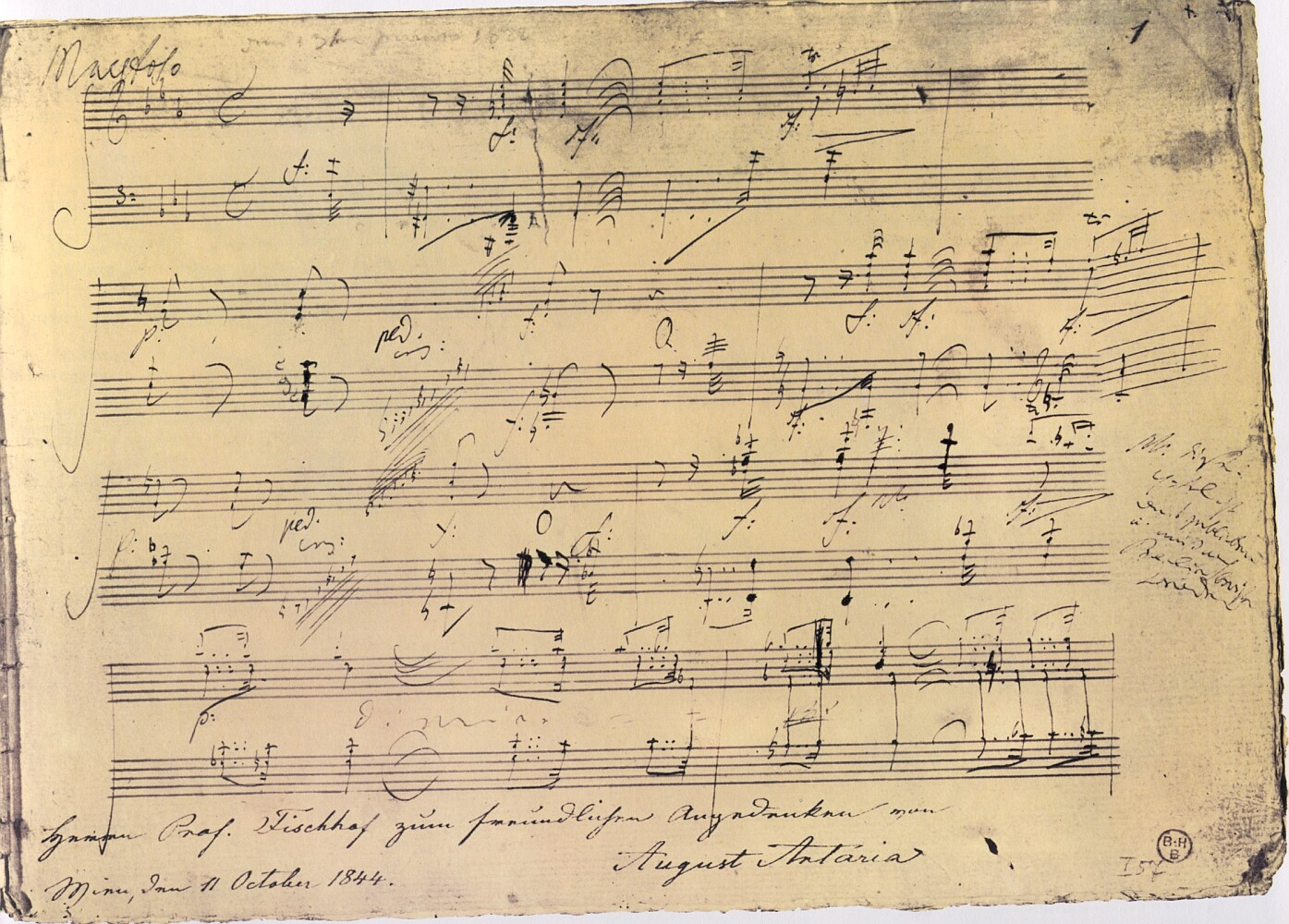
第1楽章冒頭部の作曲者自筆譜。ボンのベートーヴェン・ハウス蔵。

Maestoso - Allegro con brio ed appassionato ハ短調
ソナタ形式。序奏を持ち、フーガ的要素を含む。悲愴ソナタや運命交響曲などベートーヴェンのハ短調で書かれた他の作品と同じく、荒々しく熱情的な楽想を持つ。また、減七の和音を多く含む。第1楽章の冒頭、第1小節全体に広がる減七の和音はその一例である（譜例1）。
譜例1
序奏は低音からのクレッシェンドにより主部へと接続される。第1主題は強奏により威圧的に提示され（譜例2）、まもなく対位法的に扱われていく。
譜例2
第2主題は変イ長調で現れるが、たちまち細かい音の流れに融解していく（譜例3）。
譜例3
第2主題のもたらす静寂は長くは続かず、第1主題に基づくコデッタに取って代わられると反復記号によって提示部を繰り返す。展開部では第1主題をフーガ風に扱っていくが、規模はさほど大きなものではない。4オクターヴのユニゾンが強烈に譜例2を奏して再現部となり、続いて第2主題はハ長調となって現れる。第2主題がヘ短調となって低音部で繰り返され、結尾句を経るとコーダとなる。コーダは短いながらも、ディミヌエンドしてハ長調で終止し、第2楽章の変奏曲に溶け込むように巧妙に作られている。

### 第2楽章

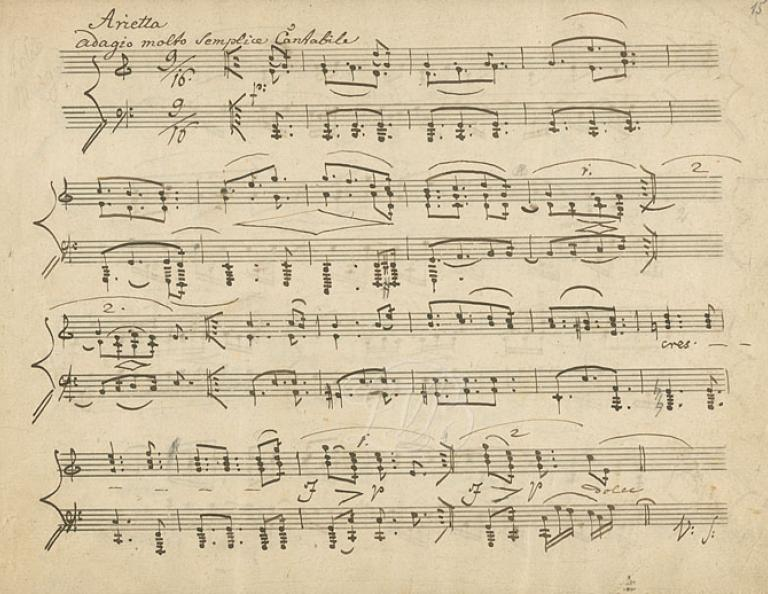
第2楽章冒頭部、楽譜出版者のモーリス・シュレジンガーによる写譜。1823年。

Arietta. Adagio molto, semplice e cantabile ハ長調
（厳格）変奏曲。16小節の主題とそれに基づく5つの変奏からなり、転調を伴う短い間奏とコーダを持つ。16分の9拍子の下、譜例4に示される深みのある主題が穏やかに歌われる。
譜例4
第1変奏では旋律に一定の律動が伴われ、以後、第3変奏にかけてこの律動が漸次細分化される。下記に第1変奏（譜例5）、第2変奏（譜例6）、第3変奏（譜例7）の冒頭部分を示す。
譜例5
譜例6
譜例7
第4変奏（譜例8）になると、32分音符の三連音による律動が低音部及び高音部に出現するが、この律動は非常に重要で、その後の楽曲全体を支配する。第4変奏末尾には間奏部が付されている。長いトリルを伴って主題の断片が現れ、一度ハ短調に転ずると最弱音から息の長いクレッシェンドを形成しつつ第5変奏へと接続される。
譜例8
最終（第5）変奏より、主題が律動の上に出現する（譜例9）。再び姿を現した主題は名残を惜しむかのように、拡大されて歌われていく。
譜例9
最後は高音域のトリルを伴いながら主題が回顧され、ハ長調の響きの中、楽曲は静寂のうちに幕を閉じる。

## 評価
2楽章という際立った対比について、「輪廻と解脱」（ハンス・フォン・ビューロー）、「此岸と彼岸」（エトヴィン・フィッシャー）、「抵抗と服従」（ヴィルヘルム・フォン・レンツ）など、過去にも様々な形容がなされてきた。ベートーヴェン自身は曲が2つの楽章で終わることについて伝記作家のアントン・シンドラーに問われた際、ただ「時間が足りなかったので」とのみ述べたとされる。一方で、トーマス・マンは小説『ファウストゥス博士』の中で作中人物の言葉として「戻ることのない終わり」「ソナタという形式との決別」とし、2楽章が遥かな高みに至るのを聴くとき、聴衆はこのピアノソナタがこれ以上の楽章を必要としないことを自ずと悟るのである、と表現している。